# Выборы в Мурманскую областную думу (2016)
Выборы депутатов Мурманской областной думы шестого созыва состоялись в Мурманской области 18 сентября 2016 года в единый день голосования, одновременно с выборами в Государственную думу РФ. Выборы проходили по смешанной избирательной системе: из 32 депутатов 16 избирались по партийным спискам (пропорциональная система), остальные 16 — по одномандатным округам (мажоритарная система). Для попадания в областную думу по пропорциональной системе партиям необходимо преодолеть 5%-й барьер. Срок полномочий депутатов — пять лет.
На 1 июля 2016 года в области было зарегистрировано 628 625 избирателей. Явка составила 39,2 %.

## Ключевые даты
- 16 июня Мурманская областная дума назначила выборы на 18 сентября 2016 года (единый день голосования).[2]
  - 18 июня постановление о назначении выборов было опубликовано в СМИ.[2]
- 20 июня Избирательная комиссия Мурманской области утвердила календарный план мероприятий по подготовке и проведению выборов.[2]
- с 19 июня по 18 июля — период выдвижения кандидатов и списков.[2]
  - агитационный период начинается со дня выдвижения и заканчивается и прекращается за одни сутки до дня голосования.[2]
- по 18 июля — период представления документов для регистрации кандидатов и списков.[2]
- с 20 августа по 16 сентября — период агитации в СМИ.[2]
- 17 сентября — день тишины.[2]
- 18 сентября — день голосования.

## Участники
2 октября 2015 года Избирательная комиссия Мурманской области определила список 10 политических партий, получивших право быть зарегистрированными на выборах без сбора подписей избирателей:
- Единая Россия
- Коммунистическая партия Российской Федерации
- Яблоко
- ЛДПР — Либерально-демократическая партия России
- Справедливая Россия
- Родина
- Партия пенсионеров России
- Гражданская Платформа
- Российская партия пенсионеров за справедливость
- Коммунисты России

### Выборы по партийным спискам
По единому округу партии выдвигали списки кандидатов. Для регистрации выдвигаемого списка партиям требовалось собрать от 3150 до 3465 подписей избирателей (0,5 % от числа избирателей).
| 1 | ЛДПР                      | Владимир Жириновский • Максим Белов • Алексей Штырхунов    | 15 | 34 | зарегистрирован                                                        |
| 2 | КПРФ                      | Геннадий Степахно • Михаил Антропов • Павел Сажинов        | 14 | 39 | зарегистрирован                                                        |
| 3 | Родина                    | Дмитрий Панченя • Сергей Пахомов • Денис Соболев           | 8  | 18 | зарегистрирован                                                        |
| 4 | Гражданская Платформа     | Игорь Морарь • Алексей Рыкованов • Наталья Варваштян       | 10 | 23 | зарегистрирован                                                        |
| 5 | Коммунисты России         | Василий Петрович • Андраник Мусатян • Евгений Суханов      | 13 | 28 | зарегистрирован                                                        |
| 6 | Яблоко                    | Алексей Кунавин • Константин Репин • Олег Дроздов          | 9  | 21 | зарегистрирован                                                        |
| 7 | Единая Россия             | Марина Ковтун • Татьяна Кусайко • Сергей Дубовой           | 16 | 63 | зарегистрирован                                                        |
| 8 | Справедливая Россия       | Сергей Миронов • Александр Макаревич • Юрий Паюсов         | 13 | 51 | зарегистрирован                                                        |
| 9 | Партия пенсионеров России | Артём Большаков • Наталья Лещинская                        | 8  | 17 | зарегистрирован                                                        |
| 10 | Партия пенсионеров        | Наталья Лещинская • Денис Быковский • Кариб Гаджимагомедов | 13 | 30 | зарегистрирован                                                        |
| — | Патриоты России           | Марина Мельникова • Евгений Шлейфер • Денис Зубко          | 10 | 37 | отказано в регистрации (выявлено более 10 % недействительных подписей) |
| — | Альянс зелёных            | Дмитрий Гаврилов • Михаил Сухотин • Евгений Поторочин      | 15 | 31 | отказано в регистрации (не представлены документы для регистрации)     |
| *Региональная группа соответствует одному одномандатному округу и должна включать от 2 до 5 кандидатов. Региональных групп должно быть от 8 до 16. |                           |                                                            |    |    |                                                                        |
| **Без учёта выбывших кандидатов. Общее число кандидатов не должно превышать 83 человек.                                                            |                           |                                                            |    |    |                                                                        |

### Выборы по округам
По 16 одномандатным округам кандидаты выдвигались как партиями, так и путём самовыдвижения. Кандидатам требовалось собрать 3 % подписей от числа избирателей соответствующего одномандатного округа.
| Партия | Партия                    | Кандидатов |
| ------ | ------------------------- | ---------- |
|        | Единая Россия             | 16         |
|        | КПРФ                      | 15         |
|        | Коммунисты России         | 1          |
|        | ЛДПР                      | 16         |
|        | Партия пенсионеров        | 5          |
|        | Партия пенсионеров России | 1          |
|        | Родина                    | 9          |
|        | Справедливая Россия       | 15         |
|        | Яблоко                    | 9          |
| Всего  | Всего                     | 87         |

| №  | Состав          | Избирателей                                                                        |        |
| -- | --------------- | ---------------------------------------------------------------------------------- | ------ |
| 1  | Кольский        | частично Кольский район, город Мурманск                                            | 43 092 |
| 2  | Мурманский      | частично город Мурманск                                                            | 42 517 |
| 3  | Мурманский      | частично город Мурманск                                                            | 42 481 |
| 4  | Мурманский      | частично город Мурманск                                                            | 37 287 |
| 5  | Мурманский      | частично город Мурманск                                                            | 39 675 |
| 6  | Мурманский      | частично город Мурманск                                                            | 36 674 |
| 7  | Мурманский      | частично город Мурманск, ЗАТО город Североморск                                    | 39 627 |
| 8  | Североморский   | частично ЗАТО город Североморск                                                    | 39 076 |
| 9  | Александровский | ЗАТО посёлок Видяево, ЗАТО Александровск, частично Кольский район                  | 36 517 |
| 10 | Печенгский      | Печенгский район, ЗАТО город Заозёрск, частично Кольский район                     | 42 015 |
| 11 | Оленегорский    | город Оленегорск, Ловозерский район, ЗАТО город Островной, частично Кольский район | 41 330 |
| 12 | Мончегорский    | город Мончегорск                                                                   | 39 527 |
| 13 | Кировский       | город Кировск, Терский район, частично город Апатиты                               | 37 466 |
| 14 | Апатитский      | частично город Апатиты                                                             | 39 352 |
| 15 | Кондорский      | Ковдорский район, город Полярные Зори, частично Кандалакшский район, город Апатиты | 36 748 |
| 16 | Кандалакшский   | частично Кандалакшский район                                                       | 36 588 |

## Результаты
| Место                      | Место                      | Партия                     | по областным спискам | по областным спискам | по областным спискам | по одно- мандатным округам | всего         | всего   |
| Место                      | Место                      | Партия                     | Голоса               | %                    | Получено мест        | Получено мест              | Получено мест | %       |
| -------------------------- | -------------------------- | -------------------------- | -------------------- | -------------------- | -------------------- | -------------------------- | ------------- | ------- |
|                            | 1.                         | «Единая Россия»            | 95 843               | 39,20 %              | 9                    | 16                         | 25            | 78,12 % |
|                            | 2.                         | ЛДПР                       | 51 229               | 20,95 %              | 4                    | 0                          | 4             | 12,50 % |
|                            | 3.                         | КПРФ                       | 30 102               | 12,31 %              | 2                    | 0                          | 2             | 6,25 %  |
|                            | 4.                         | «Справедливая Россия»      | 25 007               | 10,23 %              | 1                    | 0                          | 1             | 3,12 %  |
|                            |                            |                            |                      |                      |                      |                            |               |         |
|                            | 5.                         | Партия пенсионеров         | 7903                 | 3,23 %               | 0                    | 0                          | 0             | 0 %     |
|                            | 6.                         | «Яблоко»                   | 6990                 | 2,86 %               | 0                    | 0                          | 0             | 0 %     |
|                            | 7.                         | «Гражданская Платформа»    | 5051                 | 2,07 %               | 0                    | 0                          | 0             | 0 %     |
|                            | 8.                         | «Родина»                   | 4968                 | 2,03 %               | 0                    | —                          | 0             | 0 %     |
|                            | 9.                         | Партия пенсионеров России  | 4797                 | 1,96 %               | 0                    | 0                          | 0             | 0 %     |
|                            | 10.                        | «Коммунисты России»        | 3762                 | 1,54 %               | 0                    | 0                          | 0             | 0 %     |
| Недействительные бюллетени | Недействительные бюллетени | Недействительные бюллетени | 8855                 | 3,62 %               |                      |                            |               |         |
| Всего                      | Всего                      | Всего                      | 244 507              | 100 %                | 16                   | 16                         | 32            | 100 %   |